# Nikster
Nikster (bürgerlich: Niklas Werner; * 19. September 2001 in Wildeshausen) ist ein deutscher DJ und Musikproduzent aus Oldenburg.

## Werdegang
Nikster spielte Schlagzeug in einer Schulband und kam 2018 durch einen Schulfreund zur Musikproduktion. Kenntnisse in FL Studio eignete er sich durch Youtube selbst an. Seine ersten Produktionen erfolgten im Slap-House-Stil. Darunter die Single Fade Away, welches auf Spotify 1 Mio. Aufrufe erreichte. Neben weiteren Veröffentlichungen, hauptsächlich auf Beat Dealer und Playbox, entstanden Kollaborationen mit Empyre One, Niklas Dee und Sonny Wern. Die Neufassung zu Einmal um die Welt weist dabei über 25 Mio. Streams auf. Ende 2023 erschien sein gemeinsamer Remix mit Noisetime und Stevio zu Echt von Glasperlenspiel. Diese Version wurde vom DJ Magazine als EDM-Release der Woche hervorgehoben. Im Januar 2024 stieg das Lied in die offiziellen deutschen Singlecharts ein.
Auch entstand mit Restricted eine Neuinterpretation des Faithless-Klassikers Insomnia unter W&Ws Label Rave Culture. Es erreichte die Beatport-Charts im Bereich Mainstage und wurde von mehreren DJs aufgegriffen: Es war fester Bestandteil der Livesets von Timmy Trumpet und wurde vielfach von DJs wie Dimitri Vegas & Like Mike, Mandy, Mattn und Lari Luke auf den Mainstages von Tomorrowland und Parookaville gespielt.
Daneben erlangte Nikster Bekanntheit für das Remixen von Schlager- und EM-Hits. So produzierte er Neuauflagen für Lieder von Bierkapitän, Luca-Dante Spadafora und Aditotoro, welche bei Universal veröffentlicht wurden. Auch erschien eine Techno-Version zu Alligatoah – Du bist schön. Seine höchste monatliche Hörerzahl auf Spotify beträgt 1,6 Mio. (Januar 2024).

## Diskografie

### Singles
- 2020: Favourite [Million]
- 2021: In Your Arms (mit Zombic) [You Love Dance]
- 2021: Goodbye (mit Ardo, DejaVuu) [You Love Dance]
- 2021: Monster (mit Coopex, dcision) [Beat Dealer]
- 2021: Fade Away (mit Alfons, North26)
- 2022: Other Side (mit Zombic, feat. Sula) [recordJet]
- 2022: TikTok (mit Alfons, Jessica Chertock)
- 2022: Best of Me (mit DeejaVu, dj tani) [Playbox]
- 2022: Unknown (mit Zombic, Kyanu) [Playbox]
- 2022: Fight (mit Quickdrop) [Playbox]
- 2022: Glowing Light (mit Empyre One, Heleen) [Global Airbeatz]
- 2022: Lost (mit Niklas Dee) [Playbox]
- 2022: Winter Wonderland (mit Zombic) [Future House Cloud]
- 2022: The Little Light of Mine
- 2023: Carry On (mit Influencerz, Dimmalou) [Beat Dealer]
- 2023: Never Be Alone (mit Kyanu, Øien, Slenderino) [Playbox]
- 2023: Stronger Now (mit Quickdrop, Zombic) [Beat Dealer]
- 2023: Reality (mit Slenderino, Dimmalou) [Beat Dealer]
- 2023: Moonshine (mit Alfons, Slenderino)
- 2023: High as a Kite (mit WhiteCapMusic, Moo Malika) [You Love Dance]
- 2023: Einmal um die Welt 2k23 (mit Niklas Dee) [BMG]
- 2023: Meet Again (mit Alfons, Tatsunoshin)
- 2023: Make It Shine (Victorious Theme) (mit Sonny Wern, Dimmalou) [Hyperwave]
- 2023: Zombie (Techno) (mit Zombic, Besomorph)
- 2023: Don't Go (mit Axel Oliver, Quickdrop) [Playbox]
- 2023: Melody (mit Robbe, ExtraGirl)
- 2024: Like We Never Did Before
- 2024: The One To Blame (mit Dimatik, Axel Oliver) [Basscon]
- 2024: Late Night Call [Playbox]
- 2024: Insomnia (mit Restricted) [Rave Culture]

### Remixe
- 2022: Bierkapitän, Andy Luxx, Dj Aaron – Lea (mit Zombic) [Electrola]
- 2023: Glasperlenspiel – Echt (mit Noisetime, Stevio) [Electrola]
- 2024: Luca-Dante Spadafora, Beats by Luca – Ich nehm dich bei der Hand - Hardstyle [Zeitgeist]
- 2024: Achtabahn, The DoDo – AirPods ♥ (Remix)
- 2024: Andi schiebt anders – Bierbauch [Electrola]
- 2024: Eleha – Was mal war (mit Niklas Dee) [Columbia]
- 2024: Aditotoro, paulomuc – Füllkrug [Electrola]
- 2024: Alligatoah – Du bist schön (mit Noisetime) [Trailerpark]